# Mango (бренд одягу)

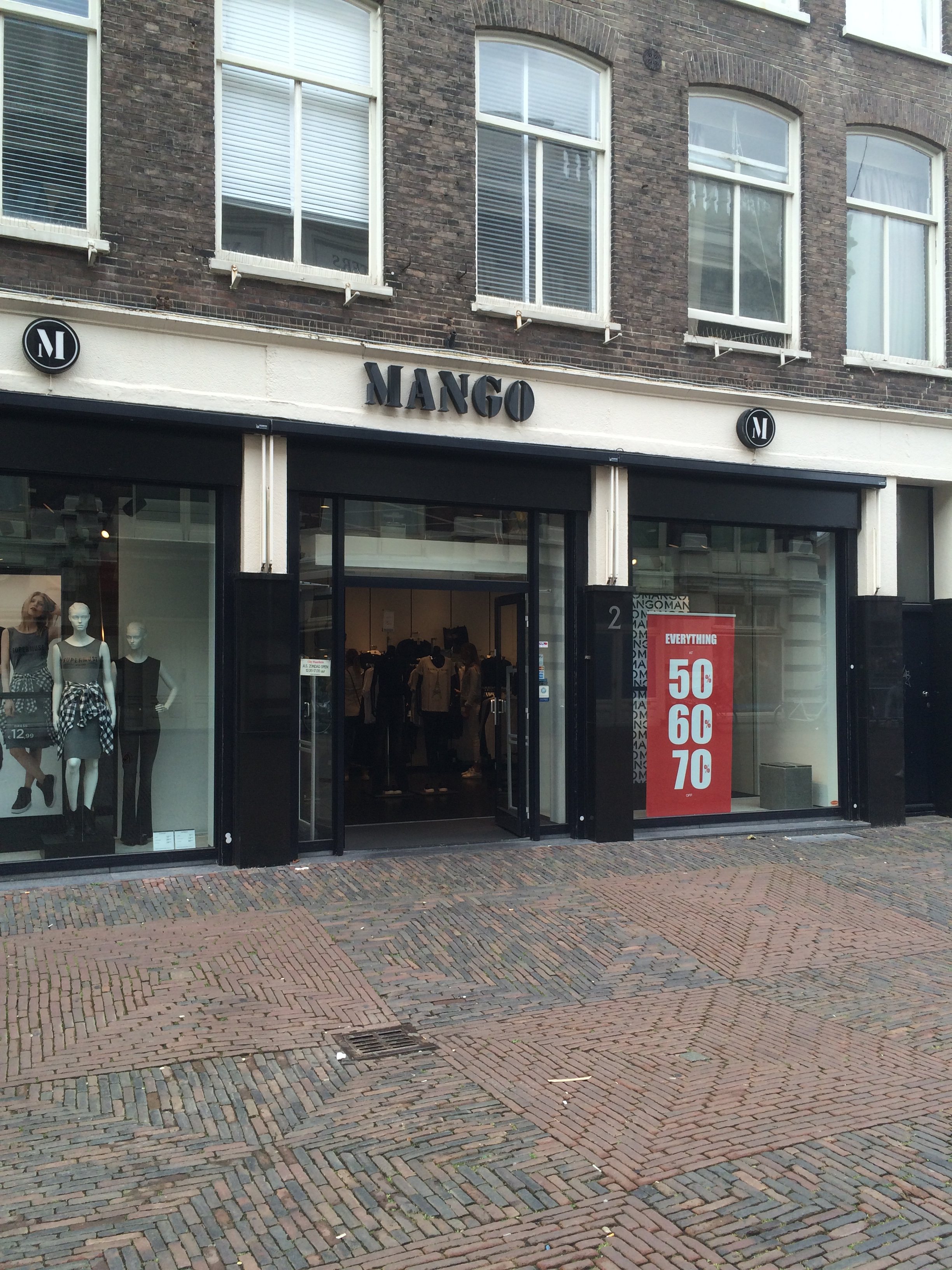
Магазин Mango

Punto Fa, S.L. відомий як 'MANGO'  — іспанський бренд одягу і виробнича компанія, заснована в Барселоні, (Каталонія, Іспанія) братами Ісак Андич і Нахман Андика.

## Історія
У Mango є жіноча, чоловіча та дитяча колекції.
Перший сайт Mango був створений у 1995 році, а у 2000 році було відкрито перший онлайн-магазин. H. E. by Mango чоловіча лінія одягу, створена у 2008, і перейменована на Mango Man у 2014. Легенда футболу Зинедін Зідан став новим обличчям компанії.
Mango має понад 16,000 співробітників, 1,850 з яких працюють у Hangar Design Centre та у штаб-квартирі в Палау Solità i Plegamans (Барселона). Найбільший ринок Mango — у Іспанії, а Туреччина має найбільшу кількість магазинів Mango.
З осені 2011 року Кейт Мосс була музою Манго. Вперше вона з'явилася у відеоролику, в якому зображено Террі Річардсона, який зняв всю кампанію і виступив з рекламою. Мосс було замінено австралійською моделлю Мірандою Керр.
У квітні 2011, Летіція відвідала штаб-квартиру компанії в костюмі Манго.
У 2005 році Mango дохід компанії був у розмірі 2,327 млрд євро з EBITDA в 170 млн євро.

## Критика

### Реакція наросійсько-українську війну
На початку повномасштабного вторгнення Росії в Україну Mango намагалися зберегти свою діяльність у Росії. «Враховуючи відповідальність, яку ми несемо перед нашими 800 співробітниками у Росії, а також перед нашими франчайзі та партнерами, ми намагалися зберегти нашу діяльність у країні до останнього моменту» — заявила компанія. Компанія вирішила виступити з кількома ініціативами у відповідь на геополітичну ситуацію. Серед них: надання підтримки та допомоги українським та російським працівникам, надання фінансової підтримки працівникам, які залишилися в країні та надання допомоги та через місцеві команди всім працівникам та членам їхніх сімей, які покинули країну.
Mango була першою великою компанією на іспанському ринку, яка на початку березня оголосила про тимчасове припинення діяльності в Росії. Компанія закрила всі 55 своїх магазинів, зробила недоступною свою онлайн-платформу для продажів у Росії та припинила постачання нових товарів у регіон .
Незважаючи на тимчасове припинення прямої діяльності в Росії, 65 франчайзі, які вважалися «ключовими партнерами» для Mango, і ринковим майданчикам все ще було дозволено продовжувати свою діяльність і розповсюджувати продукцію Mango при наявності запасів продукції. У Росії продовжили роботу 53 франчайзингових магазинів, які і надалі продають продукцію материнської компанії.
У червні 2022 року Mango оголосила, що планує передати тимчасово закриті магазини франчайзинговим партнерам у Росії. У своїй заяві Mango також підтвердила, що співробітники магазинів, що належать компанії, а також зобов’язання компанії перед постачальниками в регіоні будуть передані місцевим партнерам Mango. У березні 2023 року Тоні Руїс, генеральний директор компанії, на презентації фінансових результатів Mango оголосив, що компанія продала всі свої магазини в Росії місцевим франчизам, якими досі керує каталонський бренд. Це призвело до фінансових збитків для  компанії в розмірі 20 мільйонів євро.

## Магазини
Кількість магазинів станом на 12 липня 2018 року: 
| Африка: - Сенегал: 1 - : 1 | Америка: - Чилі: 39 - Перу: 35 - Мексика: 28 - Колумбія: 26 - США: 1 - Венесуела: 5 - Гватемала: 4 - Аргентина: 3 - Коста-Рика: 3 - Еквадор: 3 - Домініканська Республіка: 2 - Гондурас: 2 - Аруба: 1 - Бермудські Острови: 1 - Пуерто-Рико: 1 - Куба: 1 - Кюрасао: 1 - Суринам: 1 - Сальвадор: 1 - Гваделупа: 1 - Мартиніка: 1 - Нікарагуа: 1 - Панама: 1 - Канада: 1 | Азія — Океанія: - Шрі-Ланка: 1 | Європа: - Молдова: 1 |